# Vechta
Vechta ([ˈfɛçta] (del bajo alemán: Vechte) es la sede del condado y la ciudad más grande del distrito homónimo al oeste de Baja Sajonia y un municipio independiente. La ciudad universitaria conocida como "Reiterstadt" es Cloppenburg, una de las dos ciudades del distrito en Oldenburger Münsterland y se ejecuta en la planificación espacial del estado de Baja Sajonia como centro medio. Desde 1994 Vechta forma el llamado cuarteto de la ciudad con las ciudades de Damme, Diepholz y Lohne. Desde 2006 Vechta pertenece a la Metropolregion Bremen / Oldenburg.

## Geografía
Vechta, junto a Cloppenburg, es una de las dos ciudades del distrito en Oldenburger Münsterland y se encuentra en el centro del triángulo de la ciudad de Bremen, Oldenburg y Osnabrück. Al este de la ciudad se encuentra el Gran Moro, en el extremo sureste de Vechta, al este de la Bundestraße 69, uno de los pocos pantanos restantes. Una parte de este páramo se drena hacia el oeste sobre el Vechtaer Moorbach, que fluye hacia Hase y Ems y separa el Ems-Hunte-Geest situado en el norte de las estribaciones de las montañas Dammer en el sur. El nombre de la ciudad se remonta a la capa húmeda: en antiguo Althochdeutsch "Vecht" significa tierra húmeda. 

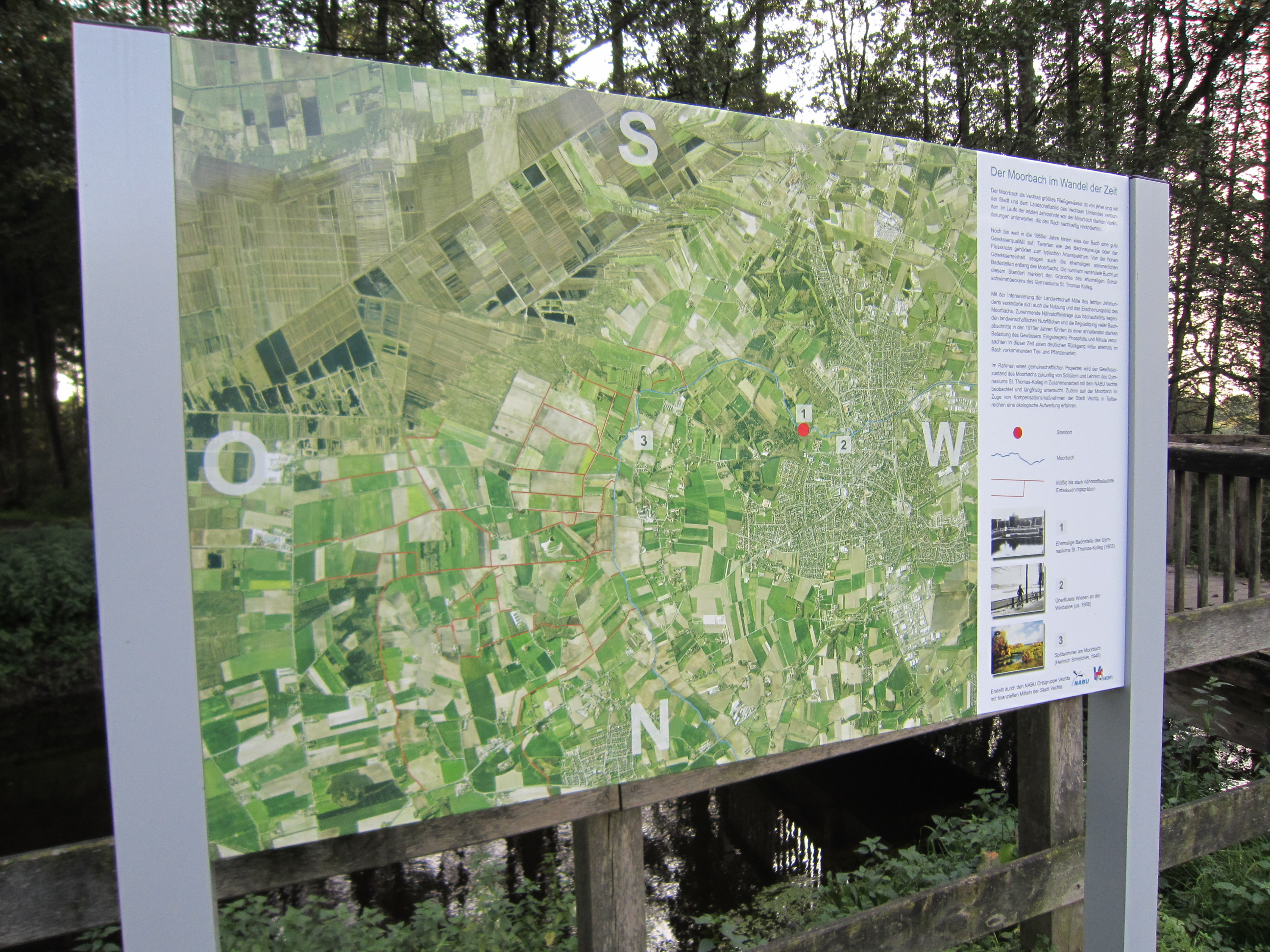
Panel informativo en Vechtaer Moorbach en Füchtel

### División administrativa
Vechta se divide en 15 distritos: 
| - Vechta Stadt - Bergstrup - Calveslage - Deindrup - Hagen I | - Hagen II - Holtrup - Holzhausen - Langförden - Oythe | - Spreda - Stoppelmarkt - Stukenborg - Telbrake - Vardel |

### Comunidades vecinas
Las comunidades vecinas están comenzando desde el norte (en sentido horario), los municipios de Visbek, Goldenstedt, Barnstorf, las ciudades Diepholz y Lohne y las comunidades Bakum, Cappeln y Emstek . 
| Emstek (18 km)   | Visbek (13 km)           | Goldenstedt (13 km) |  |
| Bakum (8 km)     | Datei:Windrose_klein.svg | Barnstorf (21 km)   |  |
| Dinklage (14 km) | Lohne (8 km)             | Diepholz (16 km)    |  |

Las distancias se basan en la distancia al centro.

### Geología e hidrológica
La ciudad está ubicada en la llanura del norte de Alemania. El área alrededor de Vechta consiste principalmente en depósitos glacio-fluviales, principalmente depósitos arcillosos y arenosos del Pleistoceno. La perforación ha demostrado que las capas superiores de sedimento tienen un espesor de aproximadamente cinco a siete metros. Esta capa está sustentada por una capa de sedimento franco, margoso y marmoleado de diez metros de espesor. Capas arenosas a una profundidad de 25 a 30 metros forman un acuífero de alto rendimiento para la extracción de agua subterránea. El acuífero superior se encuentra a una profundidad de dos a seis metros. La ciudad Vechta no está conectada a la red de agua potable del OOWV, excepto el antiguo municipio Langförden, sino que administra sus propias obras hidráulicas.

### Clima
En Vechta hay un clima marino moderado, influenciado por los vientos húmedos del noroeste del Mar del Norte. La temperatura del aire promedio a largo plazo en Vechta alcanza de 8,5 a 9,0 °C y hay alrededor de 700 milímetros de lluvia anual. Entre mayo y agosto, hay en promedio entre 20 y 25 días de verano (término climatológico para los días en que la temperatura máxima es de 25 °C). 

## Historia
- Desde 1070 (primera mención documentada) hasta 1252 condado Ravensberg
- De 1252 a 1647 príncipe obispado Münster
- De 1647 a 1654 ocupación por Suecia
- De 1654 a 1803 príncipe obispado Münster
- De 1803 a 1806 ducado de Oldenburg
- De 1806 a 1810 Confederación del Rin
- De 1810 a 1814 Francia
- De 1814 a 1867 (o como estado hasta 1918) Gran Ducado de Oldenburg
- Desde 1867 hasta 1871 Confederación Alemana del Norte
- 1871-1949 Imperio
- De 1918 a 1946 Land Oldenburg (como parte del estado del Reich alemán)
- De 1945 a 1949 zona de ocupación británica de Alemania
- Desde 1946 Baja Sajonia
- Desde 1949 República Federal de Alemania

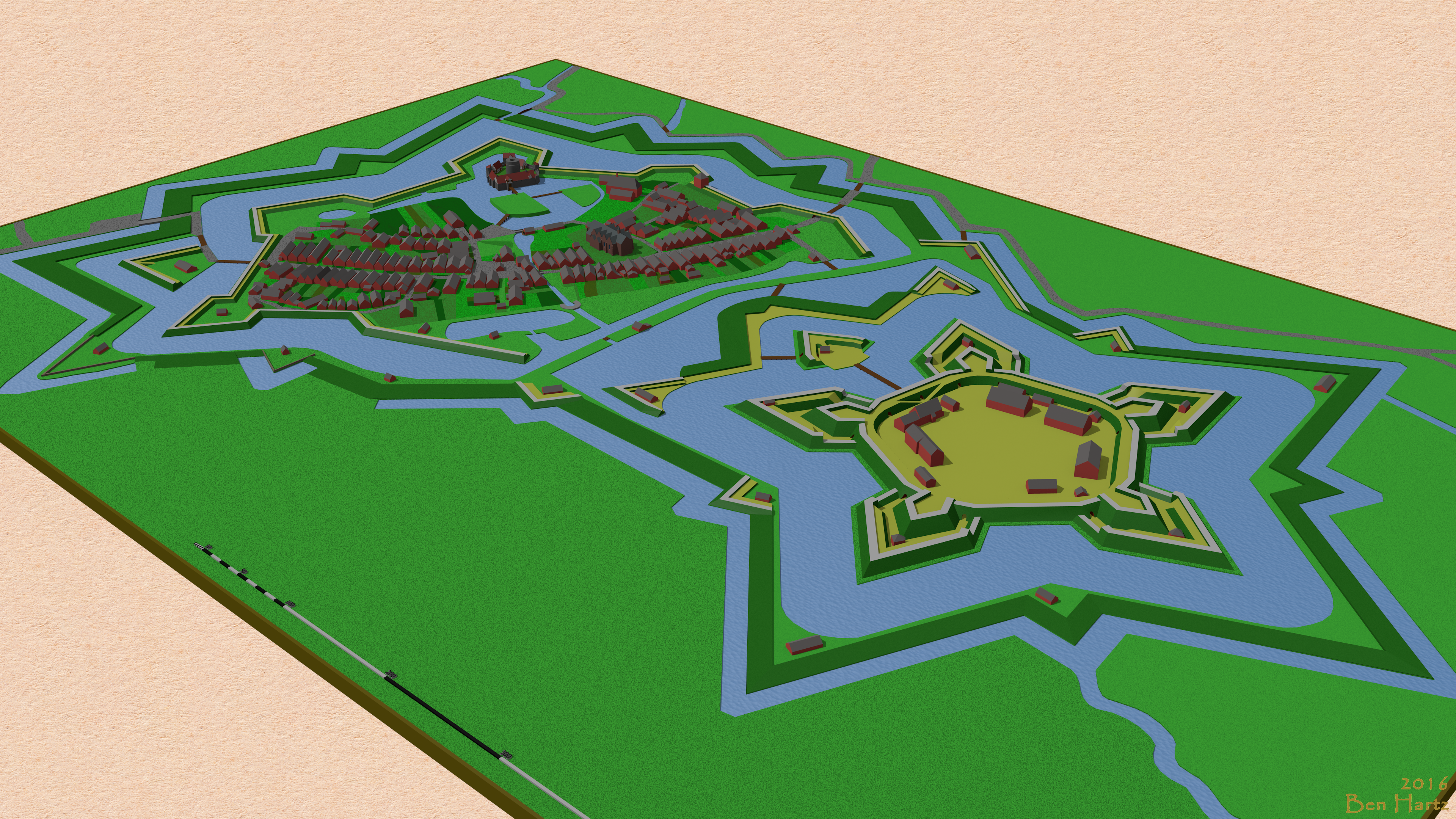
Vechta 1684, antes del incendio.

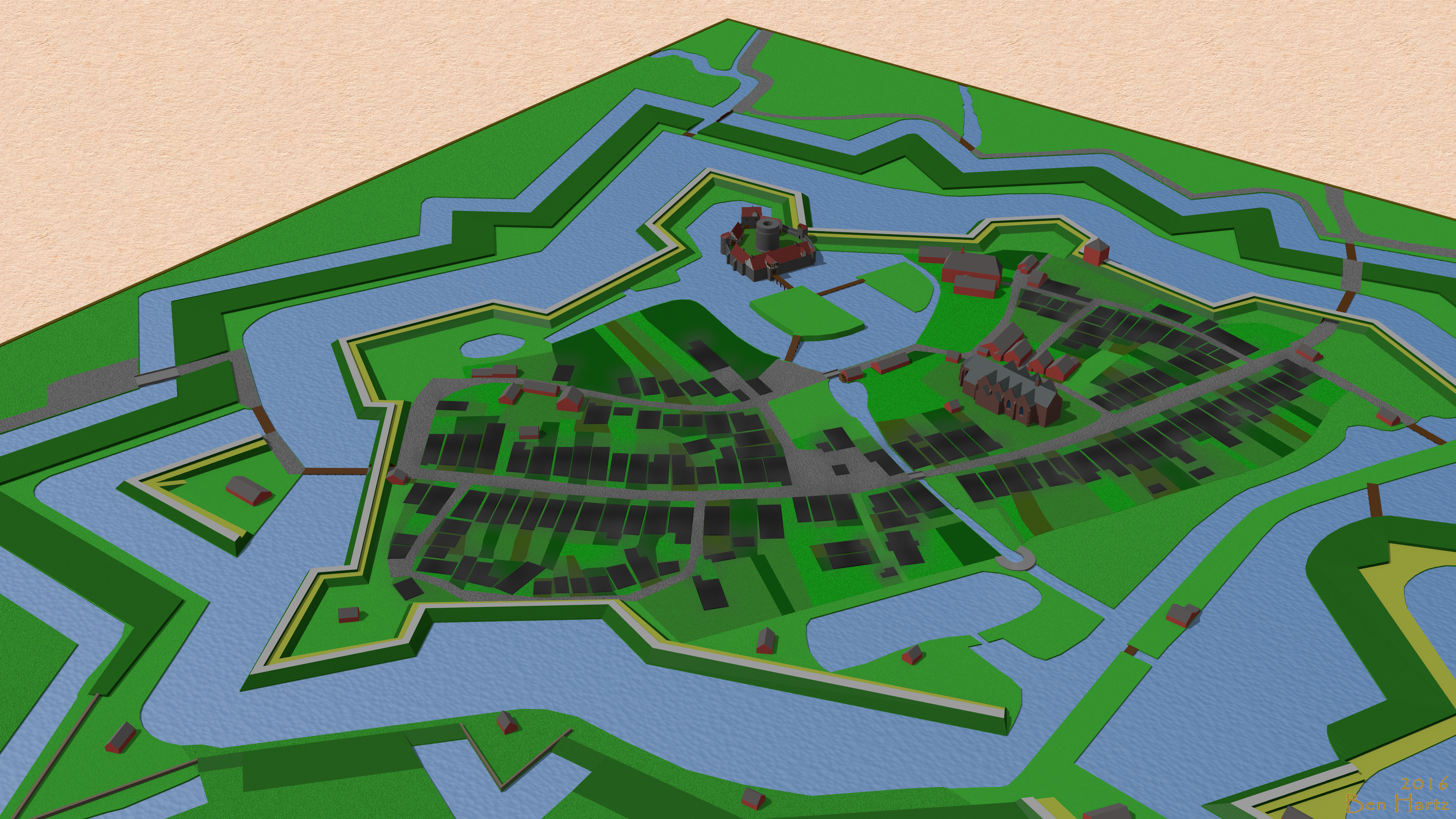
Destrucción por el fuego el 8 de agosto de 1684.

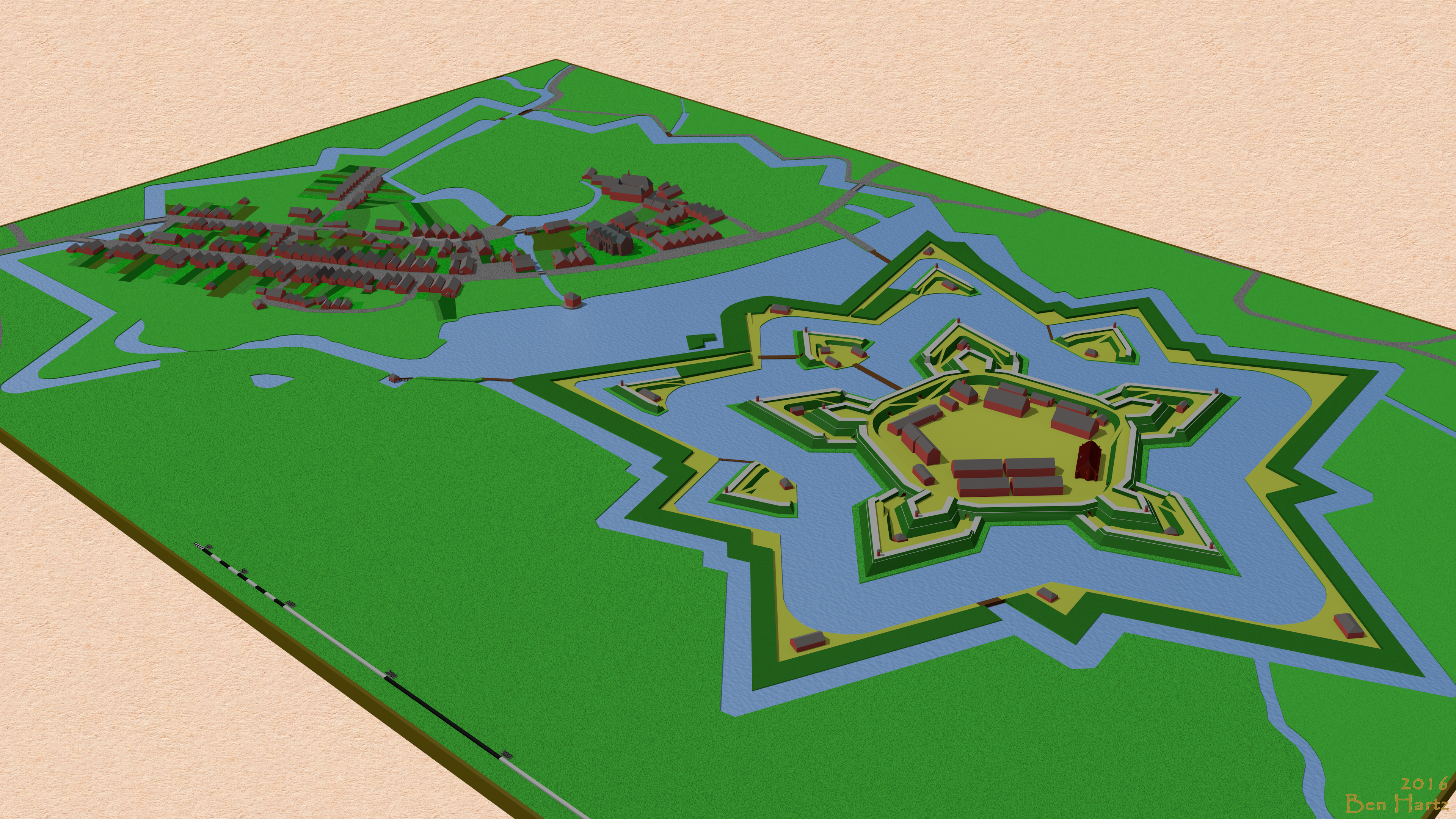
Vechta después de 1705.

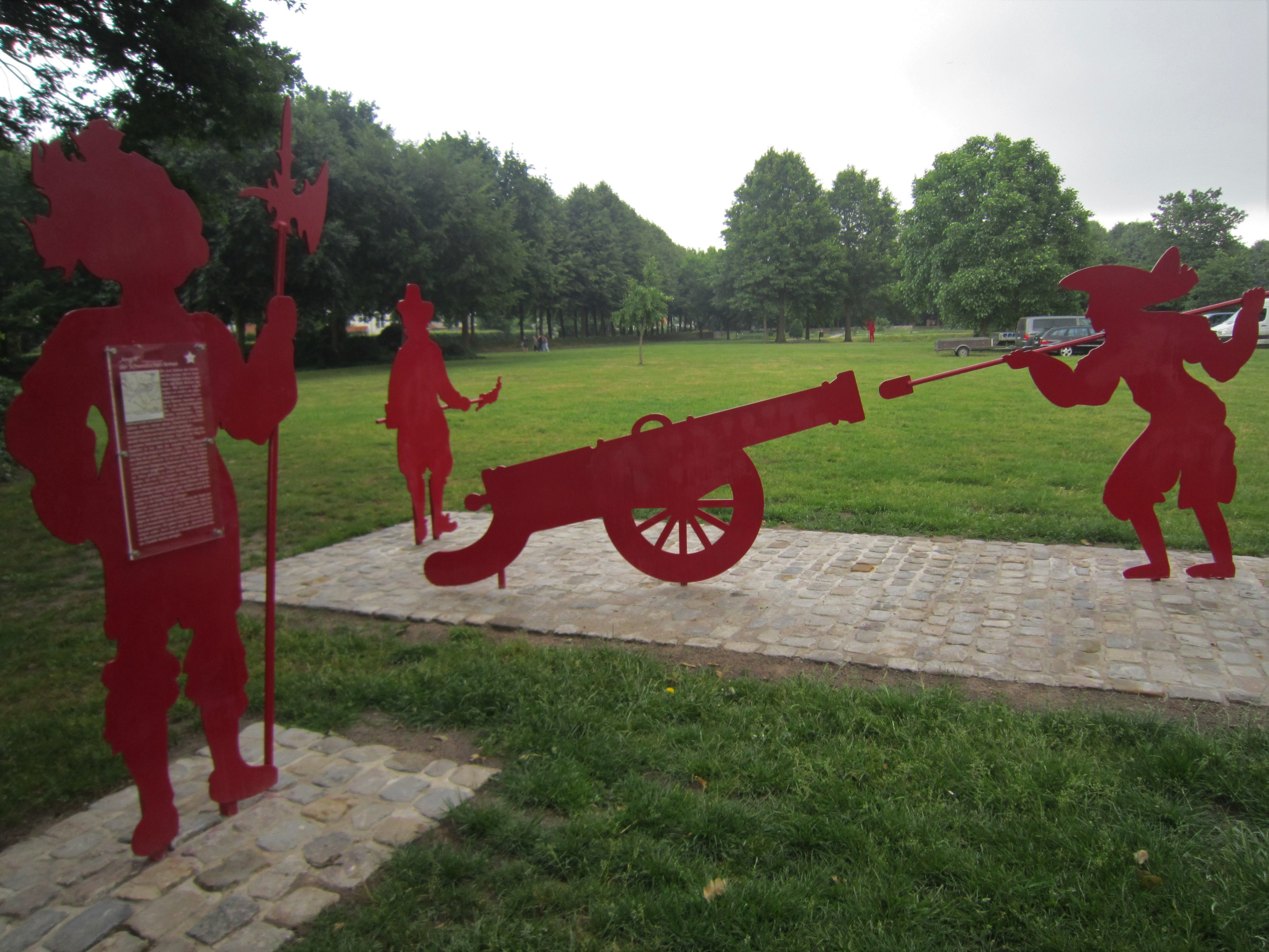
Representación de una situación nunca ocurrida en el parque de la ciudadela: bombardeo de la ciudadela por tropas suecas.

El camino Rheinische como ruta comercial estaba en la Edad Media desde Osnabrück, viniendo hacia el norte desde Lohne hacia el oeste al pie de las montañas Dammer y cruzó las tierras bajas a ambos lados de Vechtaer Moorbachs entre el extremo de compresión de las montañas Dammer en el sur y la placa Cloppenburg Geest en el norte en el más estrecho y luego único lugar transitable. Esta importante transición a través del pantanoso Vechtaer Moorbach ya se menciona en documentos para el año 851. La ruta comercial conducía a través de las ciudades portuarias de Bremen y Hamburgo a la ciudad de Lübeck en el Mar Báltico. 
El obispo Benno I de Osnabrück (1052-1067) hizo desde 1060 una extensión de la carretera, por lo que la Rheinische Straße aumentó en importancia.
En entre los años 1076 y 1077 llegó el llamado Osnabrück Zehntstreit entre Osnabrück y los monasterios Corvey y Herford. El obispo Benno II de Osnabrück (1068-1088) decidió la disputa por sí mismo y también recibió el diezmo de Vechta y el poder judicial asociado. En el vado construyó alrededor de 1080 el primer castillo de Vechta. Bajo la protección del castillo creció el asentamiento original y recibió el derecho de ciudad de Osnabrück y las leyes de aduanas, monedas y mercado asociadas. 
El Reichslehen a la regla que Vechta asignó la ley de aduanas, monedas y mercado entró en el Siglo XII desde el obispo de Osnabrück hasta los condes de Calvelage, que se llamaron desde 1140 los condes de Ravensberg. 
En 1252, la condesa Sophie y su hija Jutta vendieron el Reichslehen al Príncipe-Obispado de Münster por 40.000 marcos (valor monetario actual: estimado en 20 millones de euros). Se convirtió en el asiento de un administrador de Münster. 
Como resultado de una disputa entre el obispo de Münster y el conde de Oldenburg, la ciudad y el castillo Vechta fueron destruidos en gran parte por el fuego en 1538 por las tropas de Oldenburg. 
En el momento de la Reforma, el obispo Franz von Waldeck Vechta fue luterano durante aproximadamente 70 años, desde 1543 hasta 1613. En ese momento, el reformador protestante Hermann Bonnus trabajaba en esta región. En el curso de la Contrarreforma bajo el obispo Fernando de Baviera, la región se volvió a ser católica. 
En la Guerra de los Treinta Años, Vechta sufrió mucho. La ocupación sueca duró hasta 1654, cuyo final se recuerda hoy en día en la ciudad a través de una procesión hasta la Ascensión. Además, todavía se pueden observar dos balas de cañón bien visibles en el lado norte de la iglesia de Propsteikirche. A partir de 1640, los franciscanos construyeron un monasterio en Vechta y fundaron una escuela de latín. A partir de 1719  pasó a ser el Gymnasium Antonianum. En 1684, un gran incendio destruyó grandes partes de Vechta. En la reconstrucción posterior, se remonta el plano actual de la ciudad. El fuego brindó la oportunidad de finalmente abandonar el castillo; fue demolido en 1689. El castillo como fortificación tomó la función como ciudadela. En el transcurso de la Guerra de los Siete Años, sin embargo, demostró su inutilidad. El 1. de abril de 1758, sin un golpe de espada, fue entregado a los hostiles de Hannover. La ciudadela fue demolida en 1769. 
En 1803 llegó la oficina Vechta al Ducado de Oldenburg. Aunque hubo un periodo de 1811 a 1813 en forma de dominio francés sobre el noroeste de Alemania y, por lo tanto, también sobre Vechta, durante el cual se abolió el monasterio franciscano; inmediatamente después de ese tiempo, sin embargo, se confirmó el gobierno de Oldenburg sobre Vechta. Hasta 1946, Vechta siguió siendo parte del Gran Ducado, más tarde el país Oldenburg. 
Durante el pogromo de noviembre de 1938, la sinagoga de Juttastrasse, que existía desde 1825, fue destruida por los nacionalsocialistas y devastó el cementerio judío en la presa de Visbek . Desde 1981, una piedra conmemorativa en la esquina de Juttastraße / Klingenhagen / Burgstraße ha recordado y amonestado a la sinagoga en ruinas. Fue creado por el artista de Vechta Albert Bocklage y muestra la Estrella de David, la palabra hebrea para "paz", así como la inscripción "EN ESTA CALLE, LA SINAGOGA, LA CASA DE DIOS DE NUESTROS CIUDADANOS JUDÍOS LIBRES, SE PROFANÓ, HECHO OCURRIDO EL 9 DE NOVIEMBRE DE 1938, PARA ADVERTIR Y RECORDAR ".

### El castillo

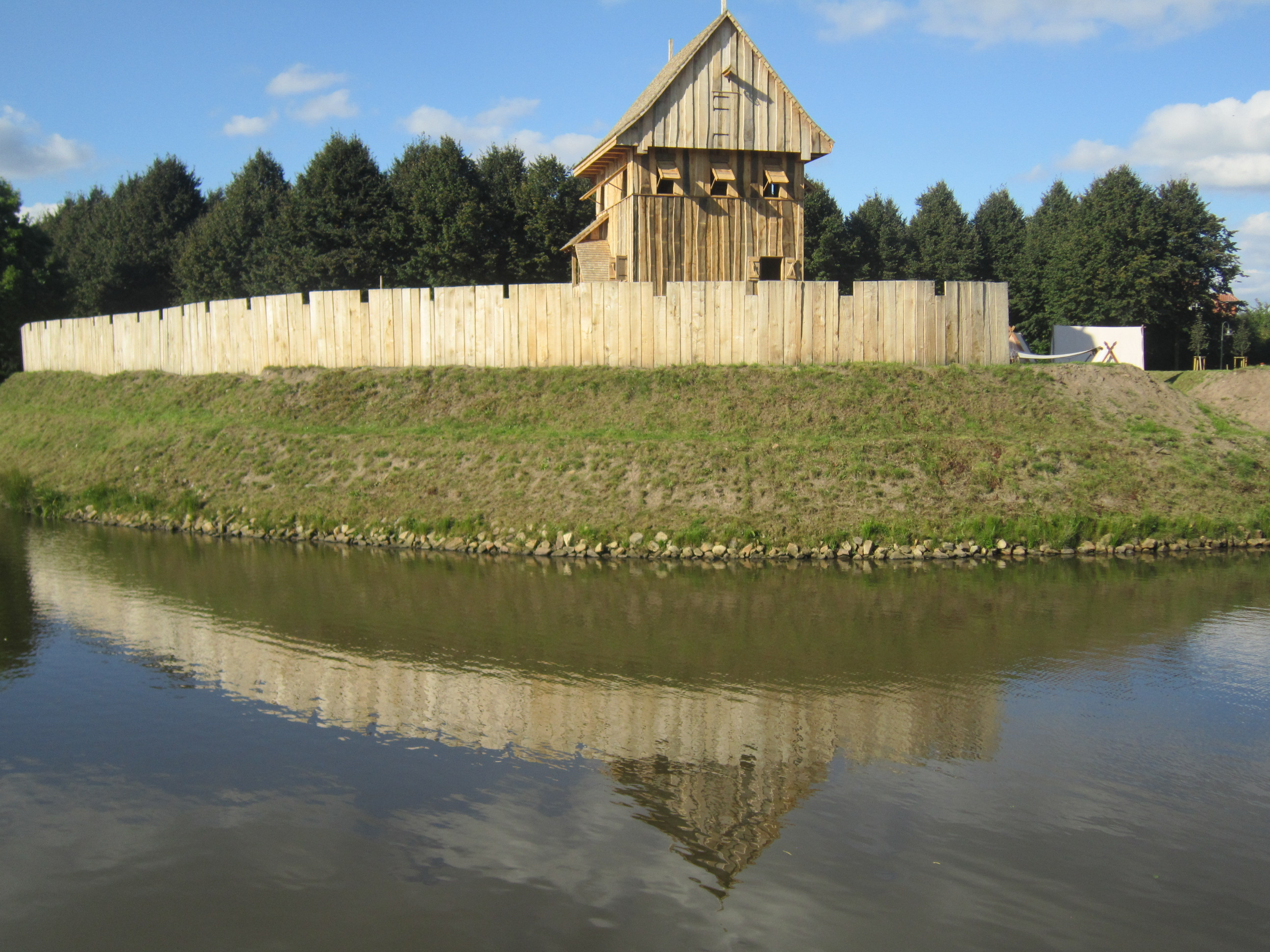
Torre del castillo de Castrum Vechtense en una de las tres islas recién creadas en el Parque de la Ciudadela.

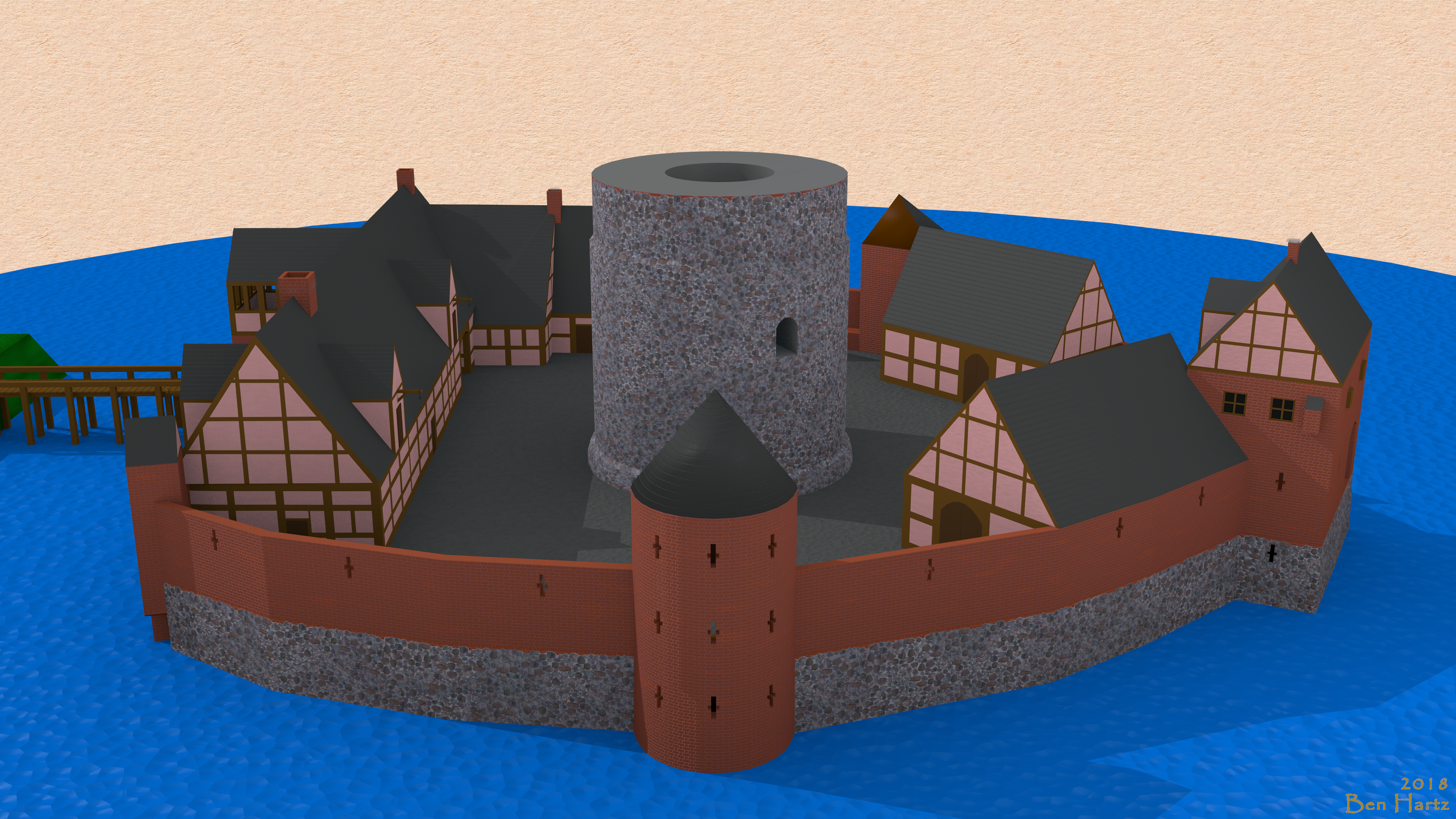
Representación del edificio de administración de Vechta de 1689.

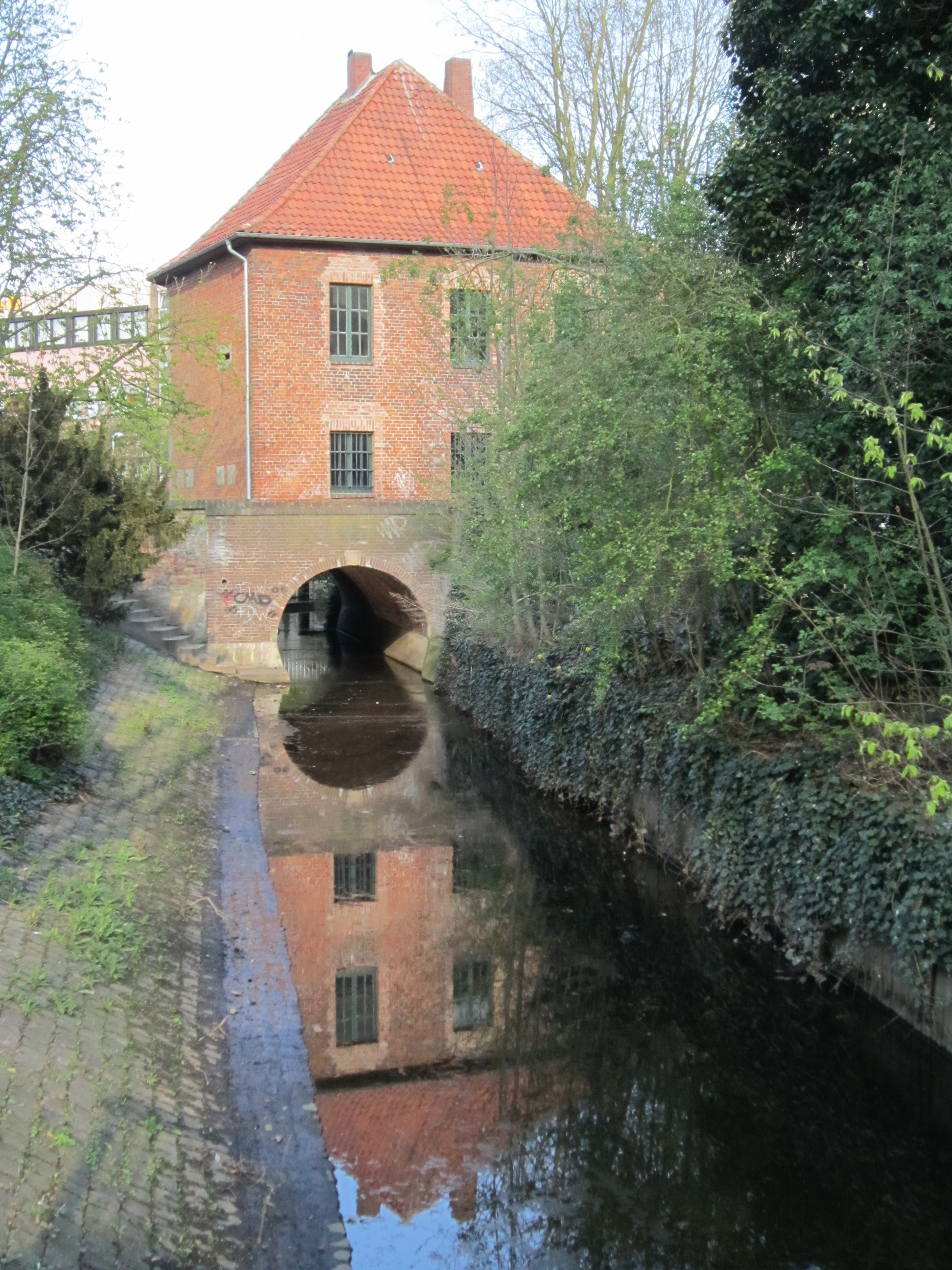
Kaponier.

Durante una excavación arqueológica en los años 2005/2006, se descubrieron los restos del castillo de Vechta. Numerosos hallazgos de la Edad Media y el período moderno temprano salieron a la luz, incluida una flauta ósea y un arcabuz . El castillo Vechta pertenecía al tipo de castillo de tierras bajas. Su apariencia era medieval . También puede haber sido una granja del tipo de dos islas, una construcción que ha sido producida abundantemente por Westfalia, por ejemplo Burg Hülshoff, Darfeld, Havixbeck, Drensteinfurt y Kemnade. Gran parte de los hallazgos se pueden visitar en el museo en el arsenal.
En el castillo vivió desde principios del Siglo XIV el Elmendorff cuya sede en 1421 fue Gut Füchtel. El último de esta familia en Füchtel y Welpe fue Cecilia baronesa von Elmendorff que Heinrich von Droste-Hulshoff, un sobrino del poeta Annette von Droste-Hulshoff, casado - la familia de Droste Hulshoff ya era de su propiedad en 1770 brevemente la vecina del estado Gutes Welpe. A través de su hija Maria-Anna (1866-1947), quien se casó con Ferdinand Graf von Merveldt, los Füchtel y los Welpe llegaron a esta familia, que todavía posee estos bienes hoy en día. 
El Centro de Experimental Medieval reconstruye el castillo Vechta como "Castrum Vechtense" en tres islas. En el otoño de 2010, el comité de gestión de la ciudad de Vechta aprobó el presupuesto para el primer módulo: una torre de castillo de madera con empalizada y la infraestructura de un complejo de tres islas. La construcción comenzó en abril de 2012. La construcción de la torre del castillo inaugurada el 28.de septiembre de 2013. 
Vechta tiene una tradición carcelaria de aproximadamente 900 años que comenzó alrededor de 1100 con la mazmorra en el castillo. Como prisión en la fortaleza sirvió el Kaponier. Después de la anexión de la ciudad al ducado de Oldenburg en 1813, los nuevos gobernantes transfirieron su prisión a Vechta. 
El arsenal se usó inmediatamente desde 1816 como una casa de trabajos forzados para mujeres. Casi al mismo tiempo, el primero, desde 1812, el monasterio franciscano vacante fue dedicado a prisión. 1863 fue el "Weibergefängnis" (dirección de hoy: Ciudadela 2). En 1904, el último edificio fue agregado al complejo de edificios en Willohstraße. Hasta 1933, las instalaciones se utilizaron como penitenciario, casa de trabajo y prisión en la ejecución de hombres y el servicio juvenil de hombres, en la ejecución de mujeres y la ejecución de mujeres jóvenes. 
El vicepresidente nacionalsocialista del Parlamento de Oldenburg anunció el 23 de marzo de 1933, el establecimiento de un campo de concentración en el estado de Oldenburg según el modelo del campo de concentración de Dachau. Los "Schutzhaftgefangene" del estado de Oldenburg fueron sacados de la prisión regular y llevados al edificio vacante de la prisión de mujeres en la Bahnhofstraße (hoy Zitadelle 2). El 10 En julio de 1933, los primeros "reclusos protectores" fueron trasladados al edificio. En noviembre de 1933, la ocupación alcanzó su nivel más alto con 113 hombres. La mayoría de ellos eran comunistas del estado de Oldenburg. Debido a la corrección del director de la prisión, se impidió que Friedrich Fischer desarrollara el campo de concentración a un "campo de terror". Desde la primavera de 1934, se planificó el cierre del campo de concentración, porque debido a la situación política ahora estabilizada en el estado de Oldenburg no se necesitaba un campo de concentración separado. Desde el 1 de abril de 1935, el edificio en Bahnhofstrasse fue utilizado como prisión para hombres.
La ubicación de Zitadelle 2 se convirtió en el curso posterior del gobierno nacionalsocialista como un campo de trabajo para mujeres francesas y belgas, después de la Segunda Guerra Mundial hasta 1956 como prisión juvenil para mujeres, luego como prisión juvenil o Jugendarrestanstalt y desde 2009 nuevamente utilizado como prisión para mujeres. En el arsenal después de la Segunda Guerra Mundial se alojaron prisioneros juveniles. Además del arsenal, se reconstruyeron varios edificios en un complejo tipo parque en la década de 1950, que se llamaron hasta que se cerró el campo juvenil "Jugendlager Falkenrott". Hoy, el sitio Zitadelle 17 funciona como "Departamento abierto Falkenrott de JVA para mujeres".

### Incorporaciones
En el 1. Marzo de 1974, se incorporó la comunidad vecina Langförden.

### Desarrollo de la población
La población en Vechta ha crecido constantemente desde la fundación de la ciudad, pero desde 1990 la población ha crecido rápidamente en casi 10.000 residentes. Esto es explicado, entre otras cosas, por la alta tasa de natalidad, así como por la migración. Otras razones para esto son la división clásica de roles entre hombres y mujeres en la región conservadora y el número comparativamente alto de reasentados ruso-alemanes en la región, que tradicionalmente tienen una tasa de natalidad más alta. La población de la ciudad aumento desde 1990 (alrededor de 23,000 habitantes) en un 35% a más de 31.000 en 2009. 

Desarrollo de la población de Vechta desde 1890 hasta 2017.

| año  | población |
| ---- | --------- |
| 1890 | 2188      |
| 1905 | 3895      |
| 1910 | 4373      |
| 1933 | 7280      |
| 1939 | 8095      |
| 1950 | 13097     |
| 1961 | 13460     |
| 1970 | 15715     |
| 1973 | 18320     |

| año  | población |
| ---- | --------- |
| 1974 | 22012     |
| 1977 | 22133     |
| 1980 | 23000     |
| 1990 | 23.200    |
| 1995 | 25616     |
| 2000 | 27832     |
| 2005 | 30061     |
| 2007 | 31156     |
| 2008 | 30998     |

| año  | población |
| ---- | --------- |
| 2009 | 31.250    |
| 2010 | 31516     |
| 2011 | 30423     |
| 2012 | 30770     |
| 2013 | 30944     |
| 2014 | 31352     |
| 2015 | 31558     |
| 2016 | 32.179    |
| 2017 | 32201     |

## Religión

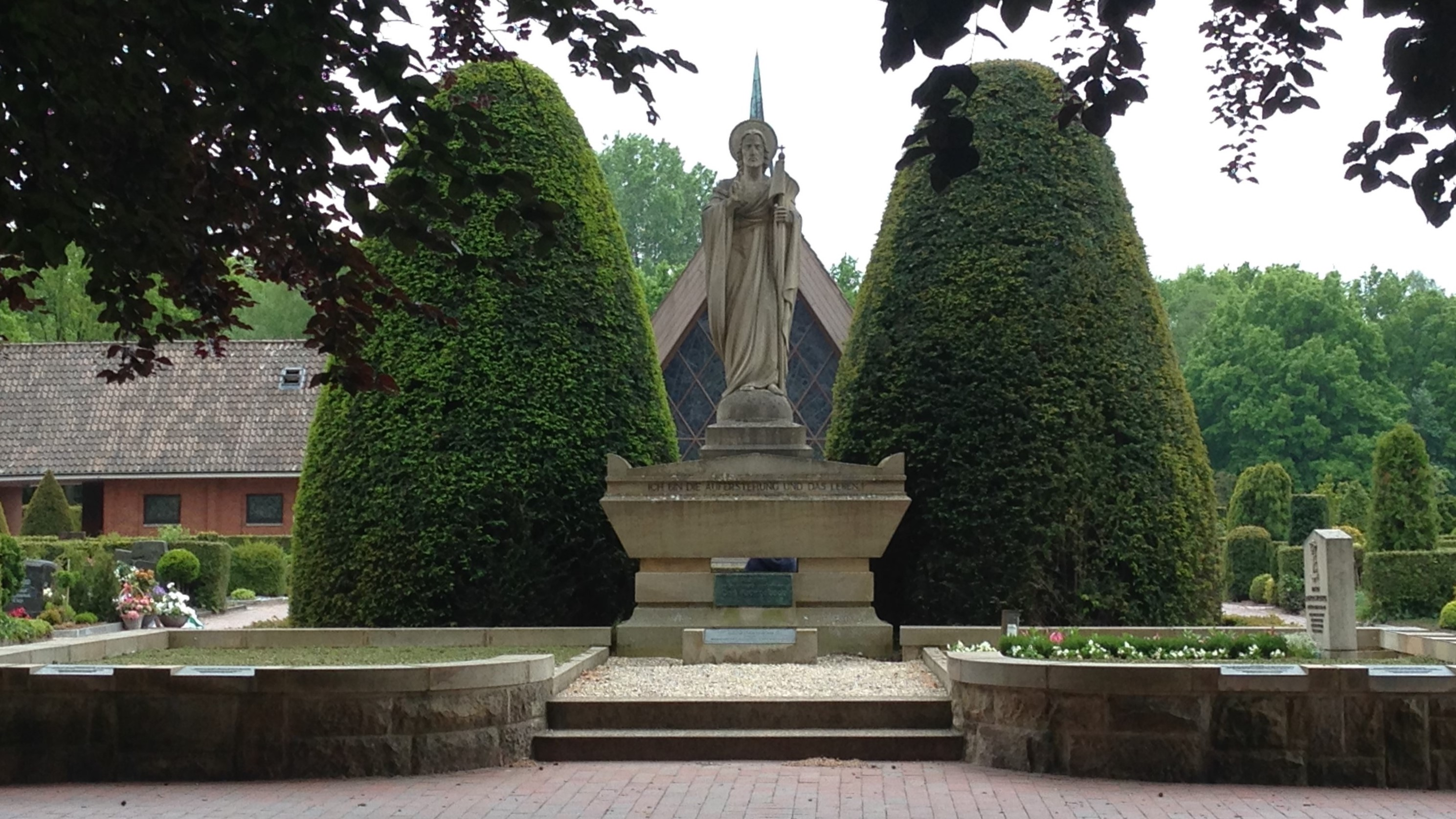
Cementerio católico

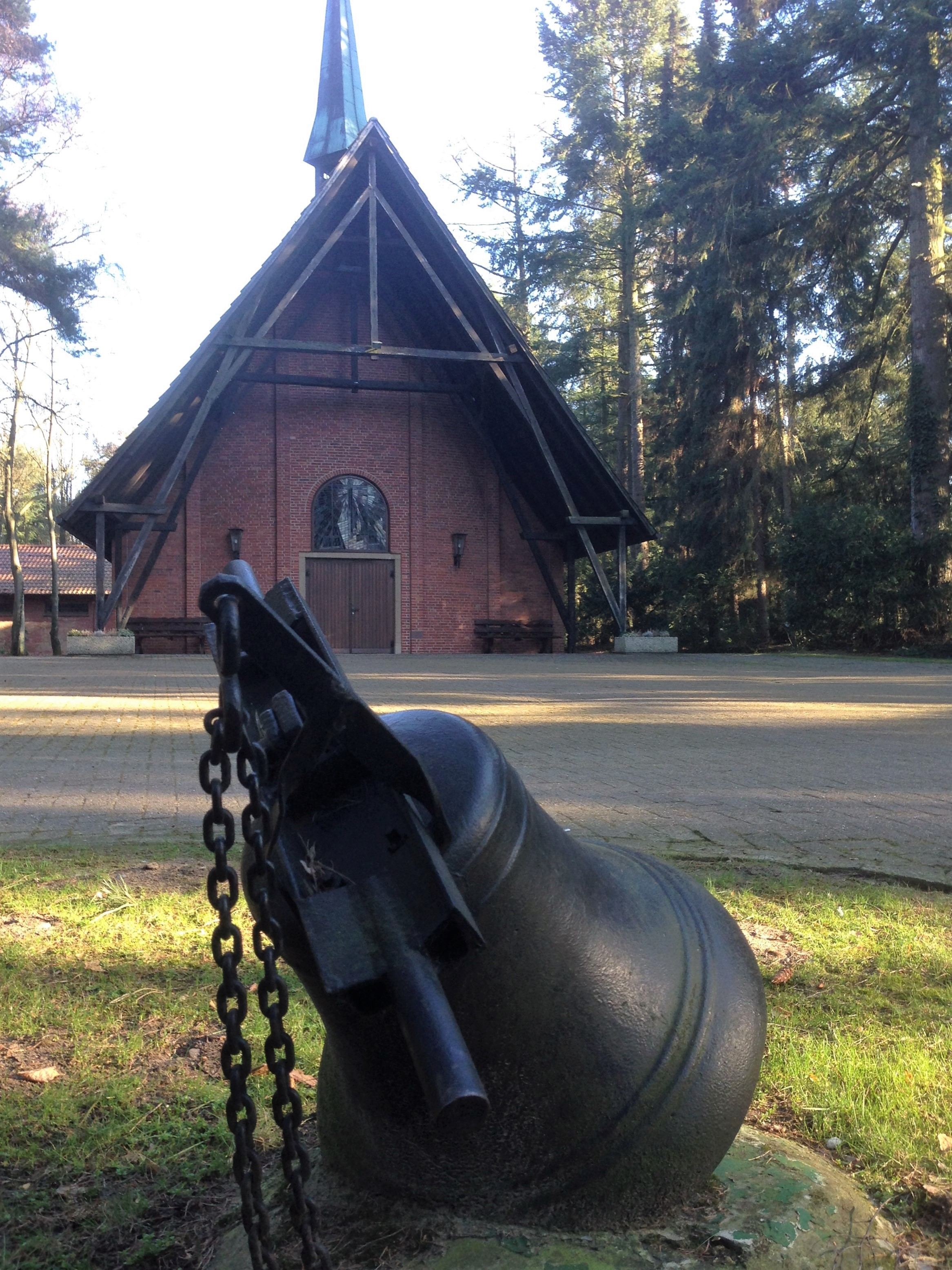
Iglesia de la resurrección en el cementerio forestal (evangélico)

La población de Vechta es predominantemente católica. En el área de la ciudad Vechta se encuentran la Propsteikirche St. George, la iglesia del monasterio de  Santo José (que se usa desde 1818 como una iglesia simultánea y como una iglesia de asilo de la JVA para mujeres), la iglesia Maria Frieden, la iglesia Santa Maria en Oythe, así como el Iglesia parroquial de San Lorenzo en Langförden. Desde 2014, la iglesia ecuménica en el campus para estudiantes católicos y protestantes se encuentra cerca del campus universitario. La Propsteikirche St. George pertenece a la parroquia católica de Santa María de la Asunción y es la sede del obispo del distrito oficial de Oldenburg (Episcopal Muenstersches Offizialat). 
En Vechta hay tres mezquitas : la mezquita (Camii) Fatih Sultan en la calle Diepholzer, la mezquita (Camii) Sultanahmet Merkez en la Rombergstrasse y el 9. Junio de 2015 en la Gutenbergstraße abrió la mezquita Bait ul Qaadir de Ahmadiyya Muslim Jamaat, que tiene dos minaretes y una cúpula. 
En 1784 se mencionó por primera vez una sinagoga en Vechta. 1825/26, la sinagoga fue construida en la calle Jutta, que fue destruida durante el Pogrome de noviembre de 1938. Su tamaño máximo alcanzó la comunidad judía en Vechta en 1837 (58 habitantes judíos).

## Política

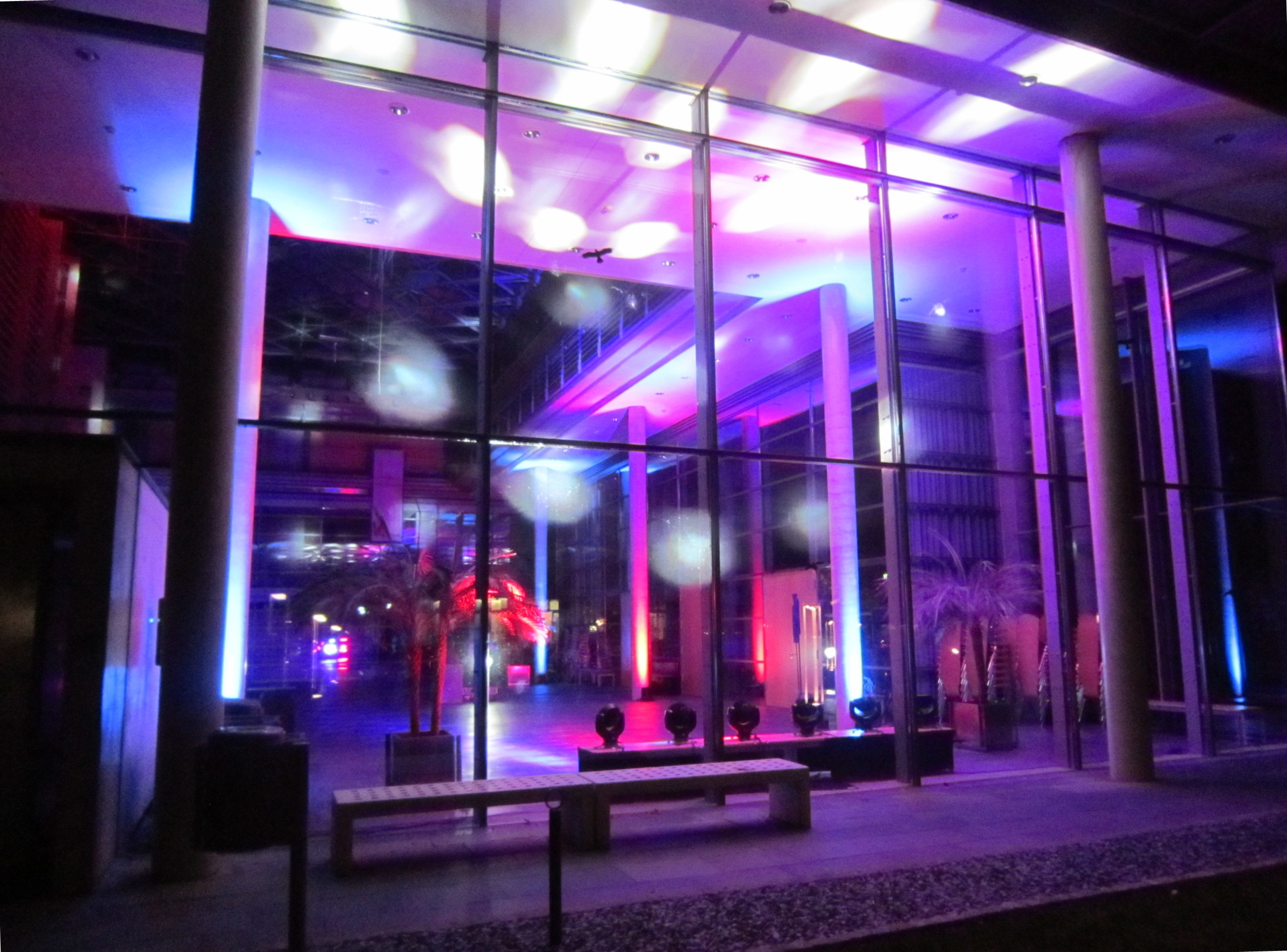
Ayuntamiento de Vechta.

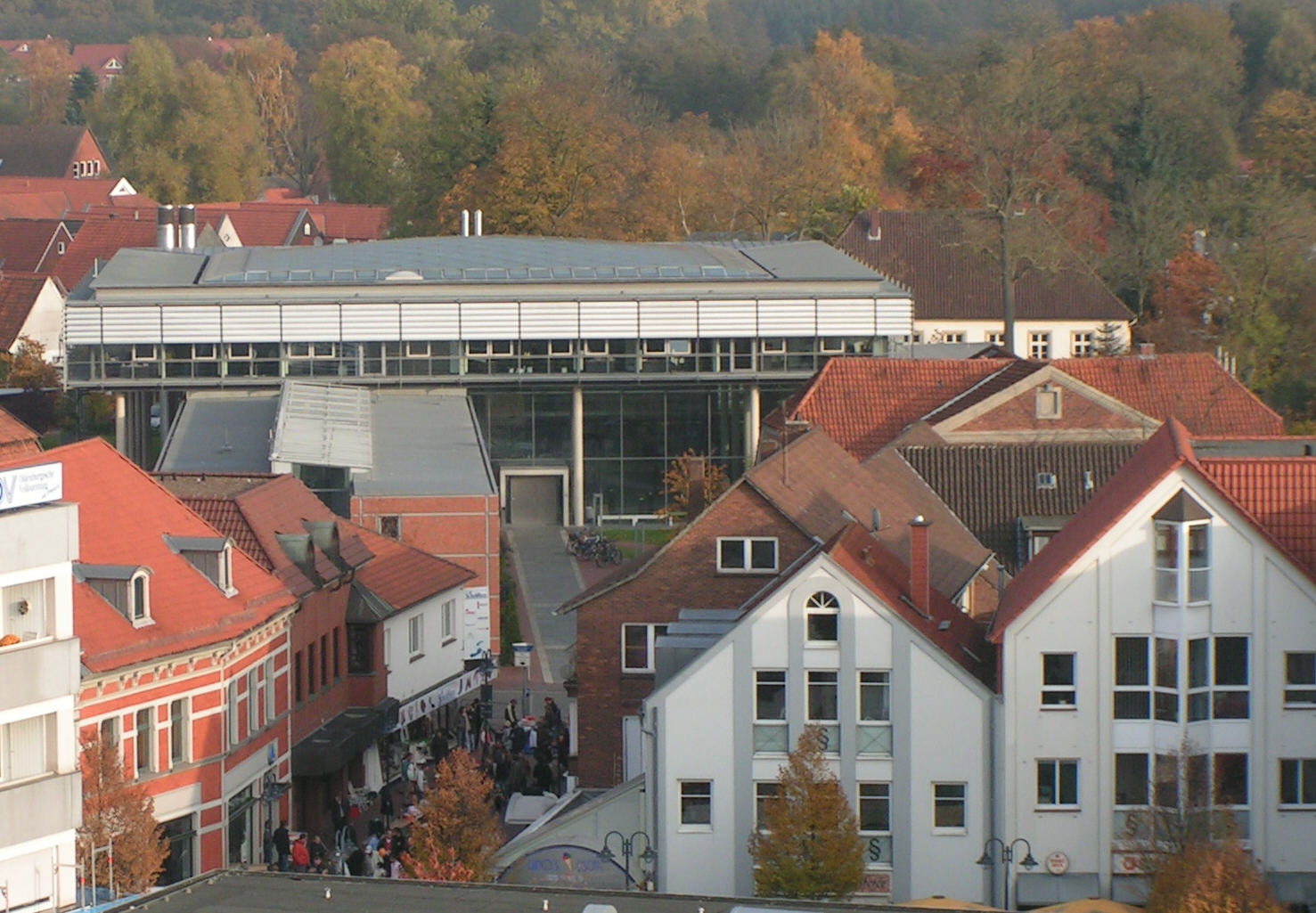
Ayuntamiento de Vechta (al fondo).

El ayuntamiento de la ciudad Vechta consta de 32 miembros del Consejo. Para una ciudad con una población entre 30.001 y 40.000 residentes, de acuerdo con la Ley de Constitución Municipal de Baja Sajonia (NKomVG), lo normal son 38 miembros del consejo. El Ayuntamiento de Vechta ha aprovechado la posibilidad de reducir de 38 a 32 concejales por decisión del Consejo. Los 32 concejales son elegidos por elección municipal por cinco años cada uno. El periodo actual comenzó el 1 noviembre de 2016 y finaliza el 31 octubre de 2021. 
En las elecciones locales de septiembre de 2016, la CDU perdió 3 escaños en el Consejo y la AfD ganó inmediatamente 2 escaños. El SPD pudo obtener un asiento. 
En octubre de 2018, hubo diferencias dentro del grupo parlamentario de CDU dentro de la división de 4 miembros de CDU. Estos fundaron la nueva fracción VCD ("Vechta Christian Democrats"). Así llegó a la pérdida histórica de la eterna mayoría de la CDU en el ayuntamiento de Vechtaer. 
La formación de la nueva fracción VCD dio como resultado las siguientes resistencias fraccionarias: 
CDU: 13 asientos 
SPD + WfV: 10 asientos 
VCD: 4 asientos 
Verde + FDP: 3 asientos 
AfD: 2 asientos 

### Alcalde
En las elecciones de alcalde, el 11 septiembre del 2011, el candidato de CDU, Helmut Gels, ganó las elecciones con 58.03 por ciento ante el candidato del SPD Hubert Wolking (41.96 por ciento). Por lo tanto, Gels reemplaza al exministro de Agricultura de Baja Sajonia, Uwe Bartels, quien sorprendentemente ganó la elección de alcalde en 2005 y se convirtió en el primer alcalde del SPD de la ciudad.

### Escudo de armas
El escudo de armas muestra una torre blanca con dos ventanales con techos azules, pórticos dorados y agujas sobre un fondo rojo y la cabeza de un hombre con barba en colores naturales.

### Bandera
Los colores de la bandera son blanco-rojo.

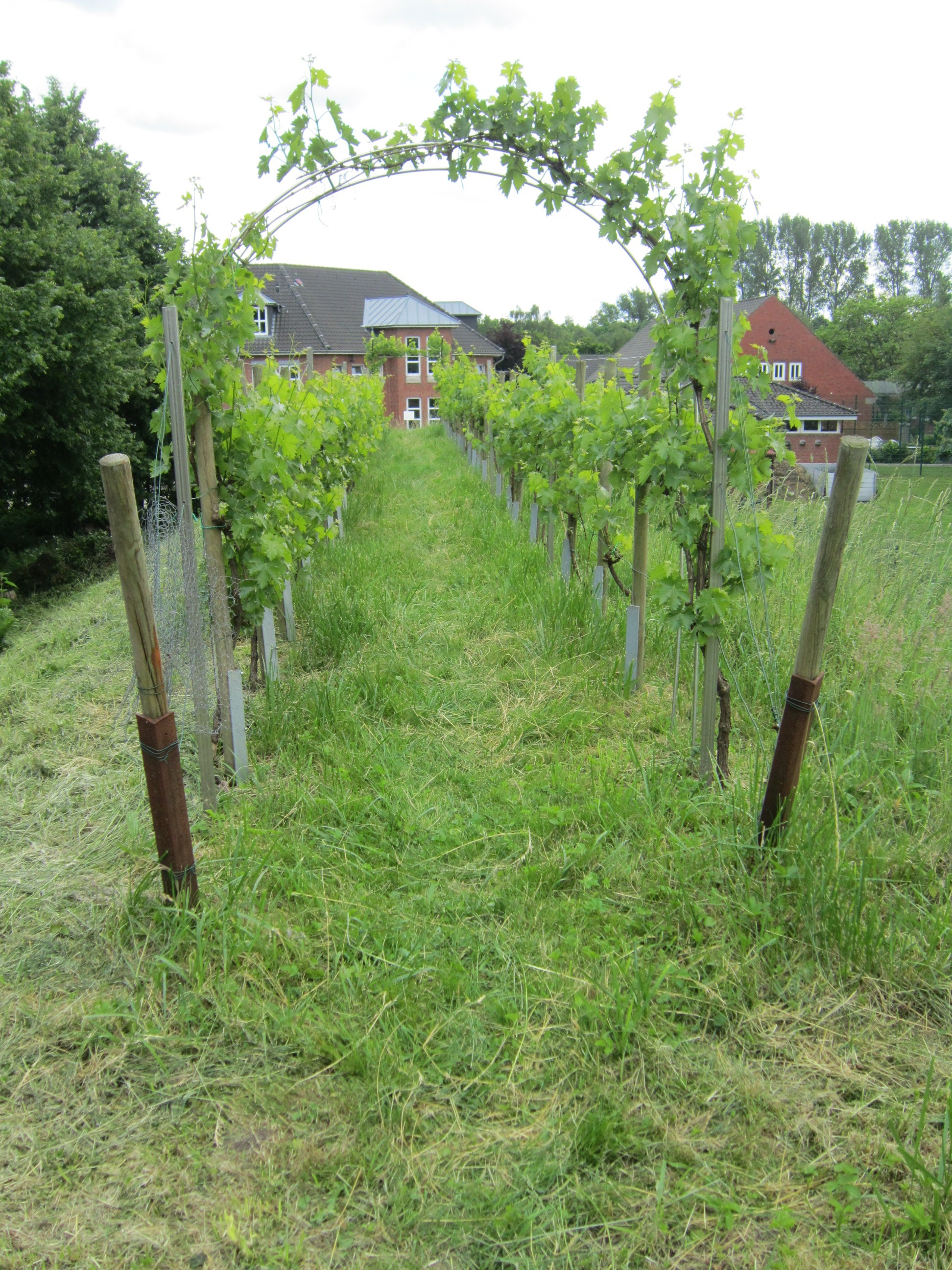
Viñedos detrás de la armería con uvas moscatel donadas por el pueblo gemelo Jászberény.

### Ciudades hermanadas
Vechta mantiene una asociación con las siguientes ciudades: 
- Jaßbring (ungar. Jászberény), Hungría
- Pays Léonard, Francia
- Saint-Pol-de-Léon, Francia
- Le Cellier, Francia, ciudad gemela del distrito Langförden
- Seguin, Estados Unidos
- Starachowice, Polonia

## Cultura y lugares de interés

### Teatro
Vechta es un lugar fijo para el Landesbühne Niedersachsen Nord, fundado en 1952 y con sede en Wilhelmshaven, que organiza hasta diez presentaciones al año en el teatro Metropol en Kolpingstraße. El teatro Metropol ofrece 272 asientos.

### Museo

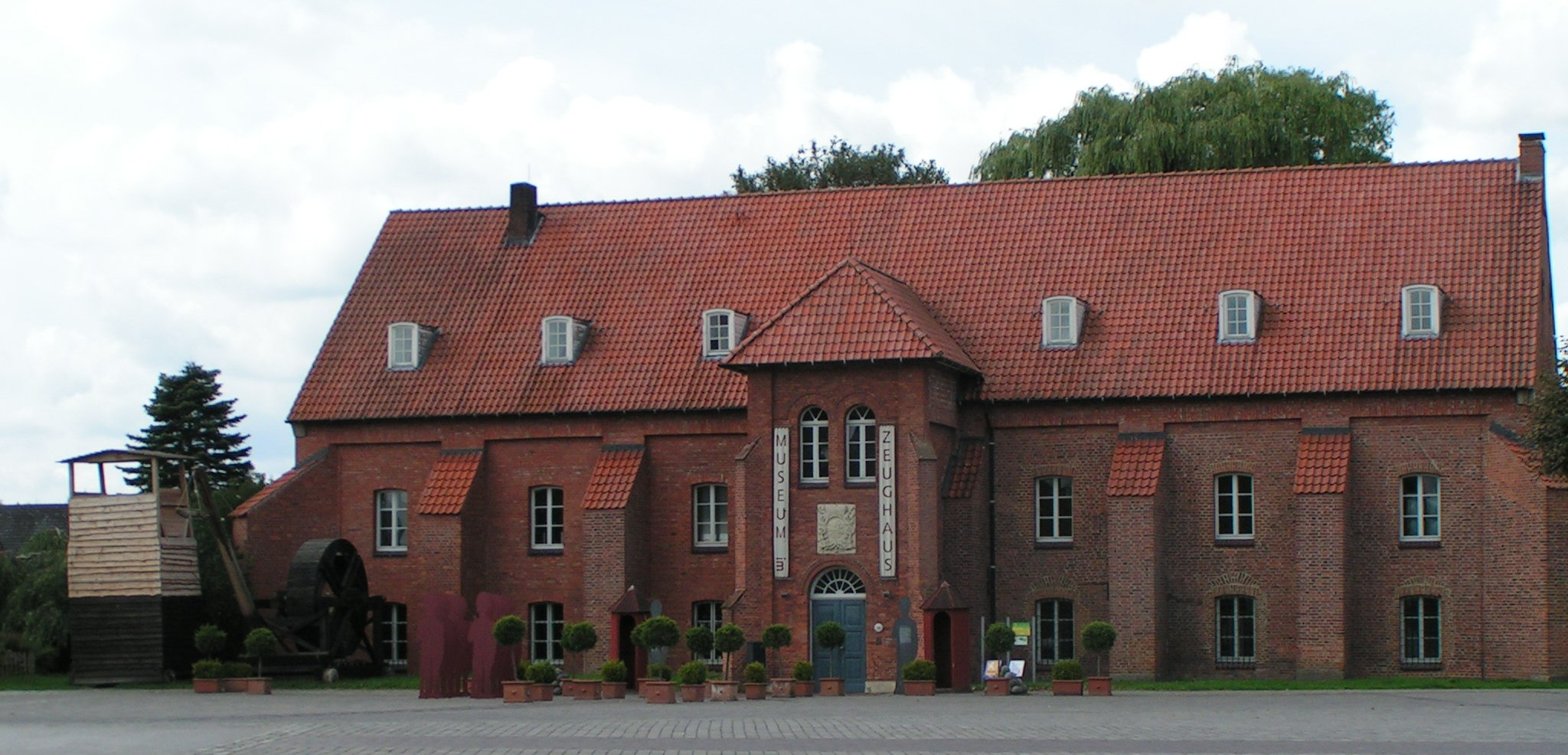
Museo en la armería.

El museo en el Zeughaus Vechta se encuentra en una antigua armería en los terrenos de la ciudadela de Vechta. Fue inaugurado el 25 de abril de 1997 después de cuatro años de restauración como museo histórico. La exposición permanente muestra, en más de 1000 metros cuadrados de espacio, presentaciones sobre la Edad de Piedra, la historia medieval y barroca, así como sobre la penitenciaría histórica y la historia de la ciudad.

### Edificios y lugares de interés
El Propsteikirche St. Georg, en el centro de la ciudad de Vechta, es un edificio de ladrillo gótico tardío del tipo de una Iglesia Salon Westfalia de tres naves. Debido a su rico mobiliario, inicialmente fue una de las iglesias más magníficas de la región. En el curso de la historia, la iglesia se vio afectada repetidamente por la destrucción y el saqueo. La apariencia actual de la iglesia data del siglo XVIII. Del 2003 al 2007, se realizó una remodelación compleja en cuatro secciones.
La iglesia del monasterio de San José en Franziskanerplatz en Vechta fue construida por franciscanos en 1727-1731. En 1812 el monasterio fue abolido y establecido como prisión. Desde 1818, la iglesia del monasterio se utiliza como iglesia simultánea y como iglesia de asilo de la prisión para mujeres. Debido a su excelente acústica, la iglesia es muy popular como lugar para conciertos. Solo de la iglesia protestante (cada dos semanas para los servicios religiosos) se utilizó la Iglesia del "Salvador sobre la sangre derramada", una gran capilla en el cementerio del bosque en el camino Welper. 
En el distrito de Vechta, Langförden se encuentra la iglesia parroquial católica de San Lorenzo. Es una basílica de geostete neorrománico, que por su fachada oeste con 46 metros de altura en sus torres pareadas, con una gran roseta de ventana en el frontón y tres arcos en la entrada principal tienen una apariencia de catedral. La iglesia fue construida en los años 1910-1912 según los planes de Ludwig Becker. 
El Kaponier (Capponiere) es una fortaleza pentagonal construida sobre el Moorbach, fue construido en 1705 como una obra exterior y prisión de la antigua ciudadela de Vechta. Se considera un hito de Vechta y está al lado del arsenal, el único edificio de fortaleza restante de la ciudadela en bucle de 1769. El edificio de ladrillo se encuentra en el centro de la ciudad de Vechta, en la plaza Viereck Große Straße, Bahnhofsstraße, Kolpingstraße, Neuer Markt y actualmente se utiliza para exposiciones de arte regulares.

## Galería

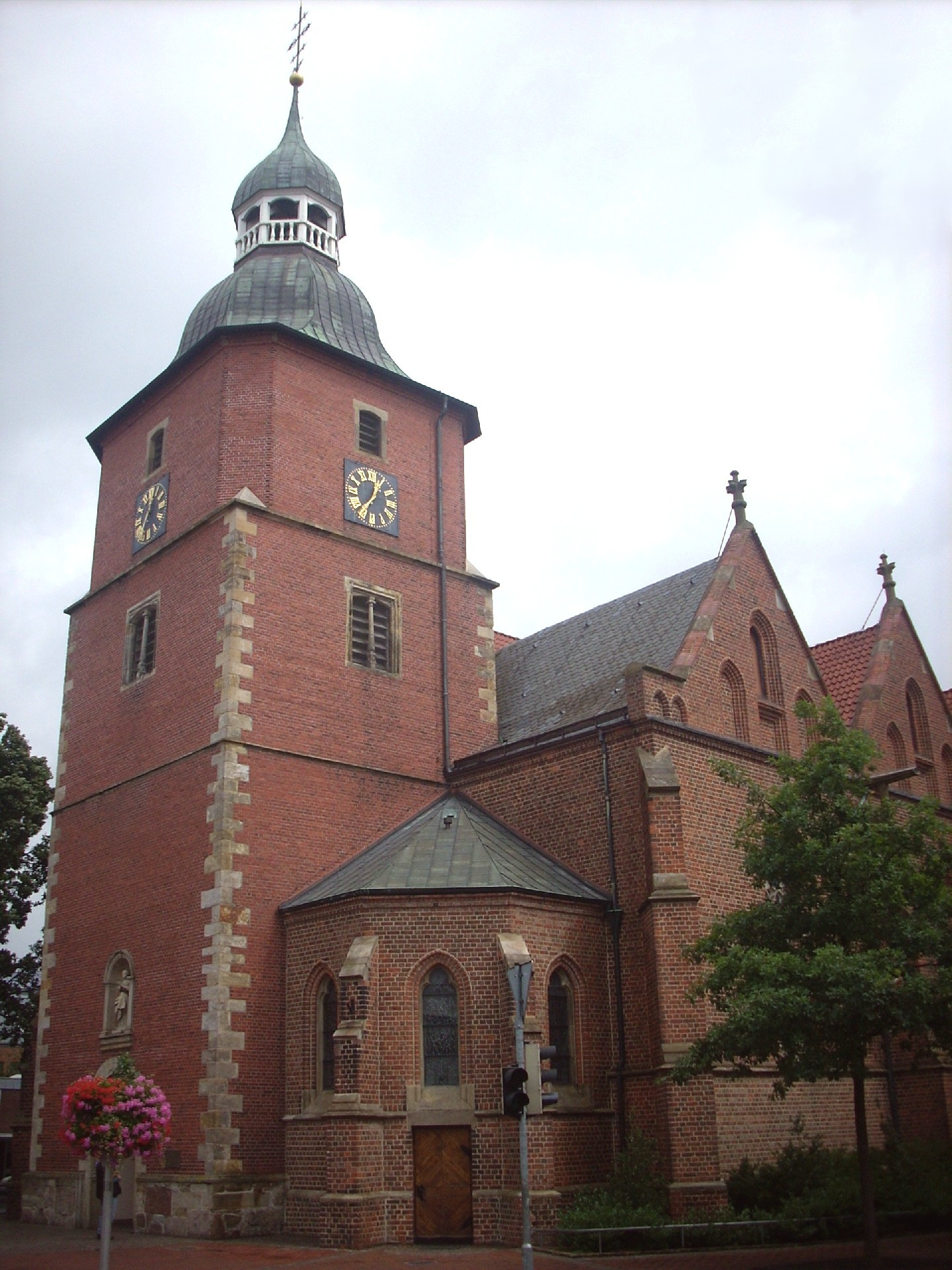
Kath. Propsteikirche St. Georg
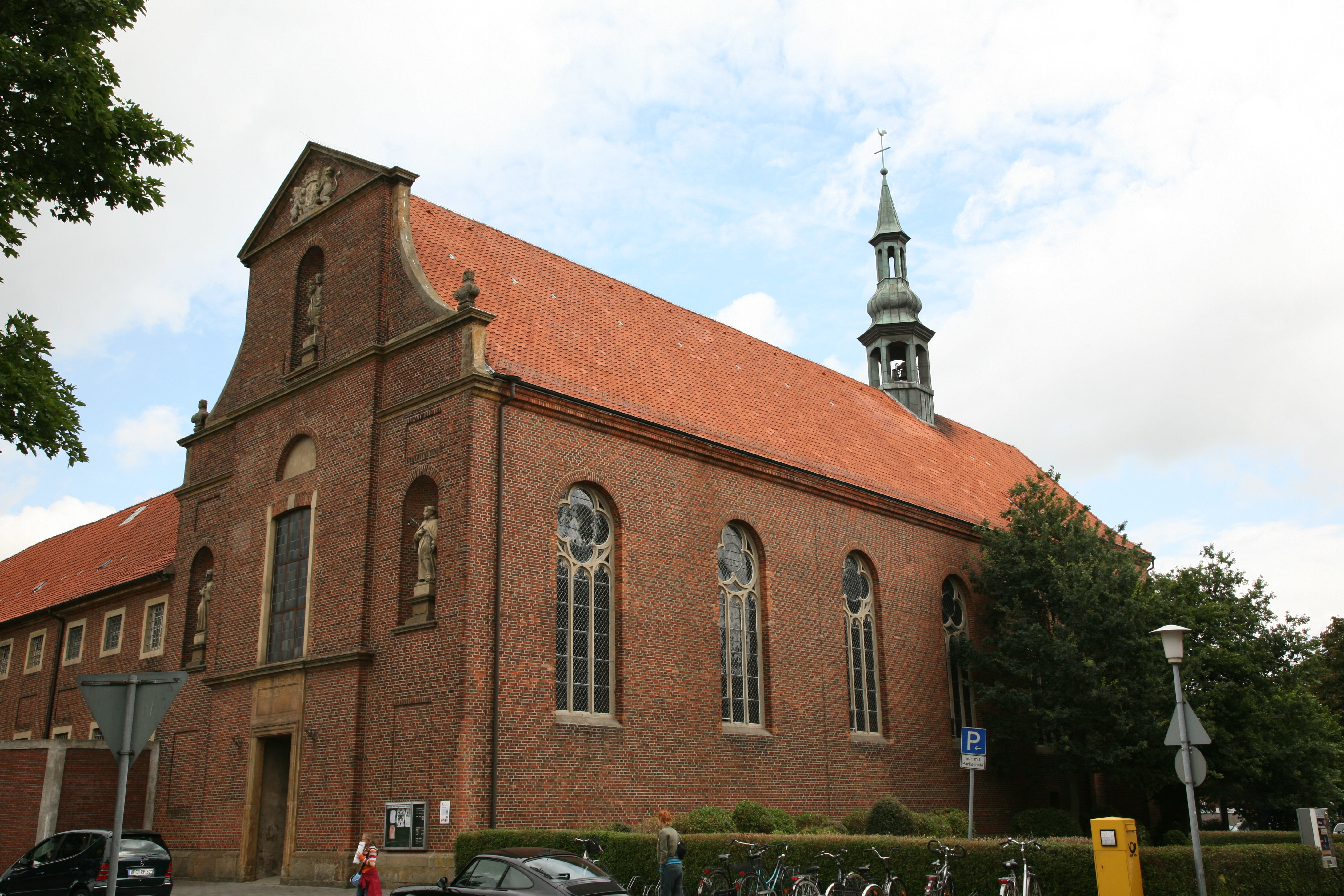
Abadía
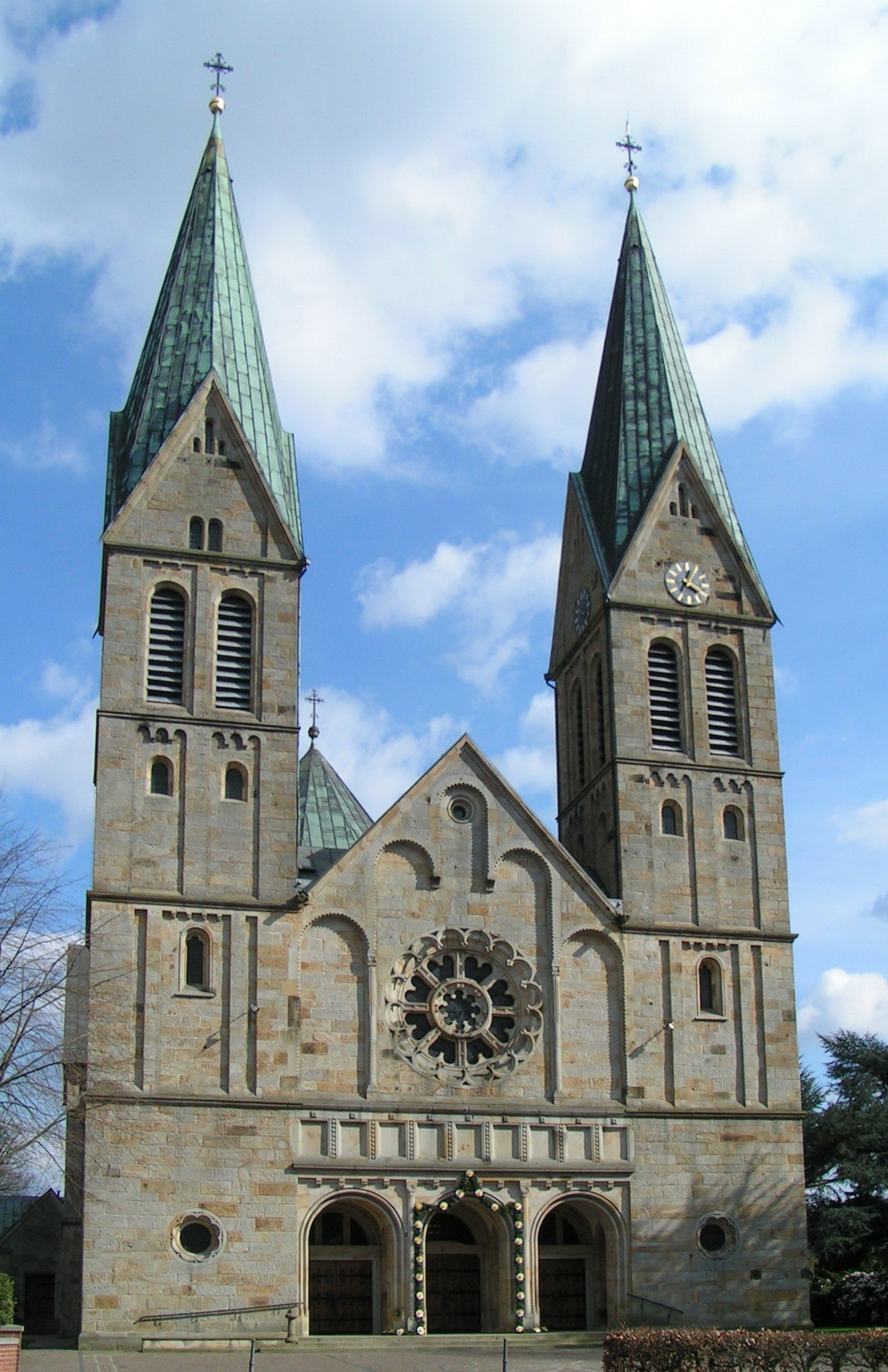
Iglesia parroquial neorrománica de San Lorenzo en Langförden
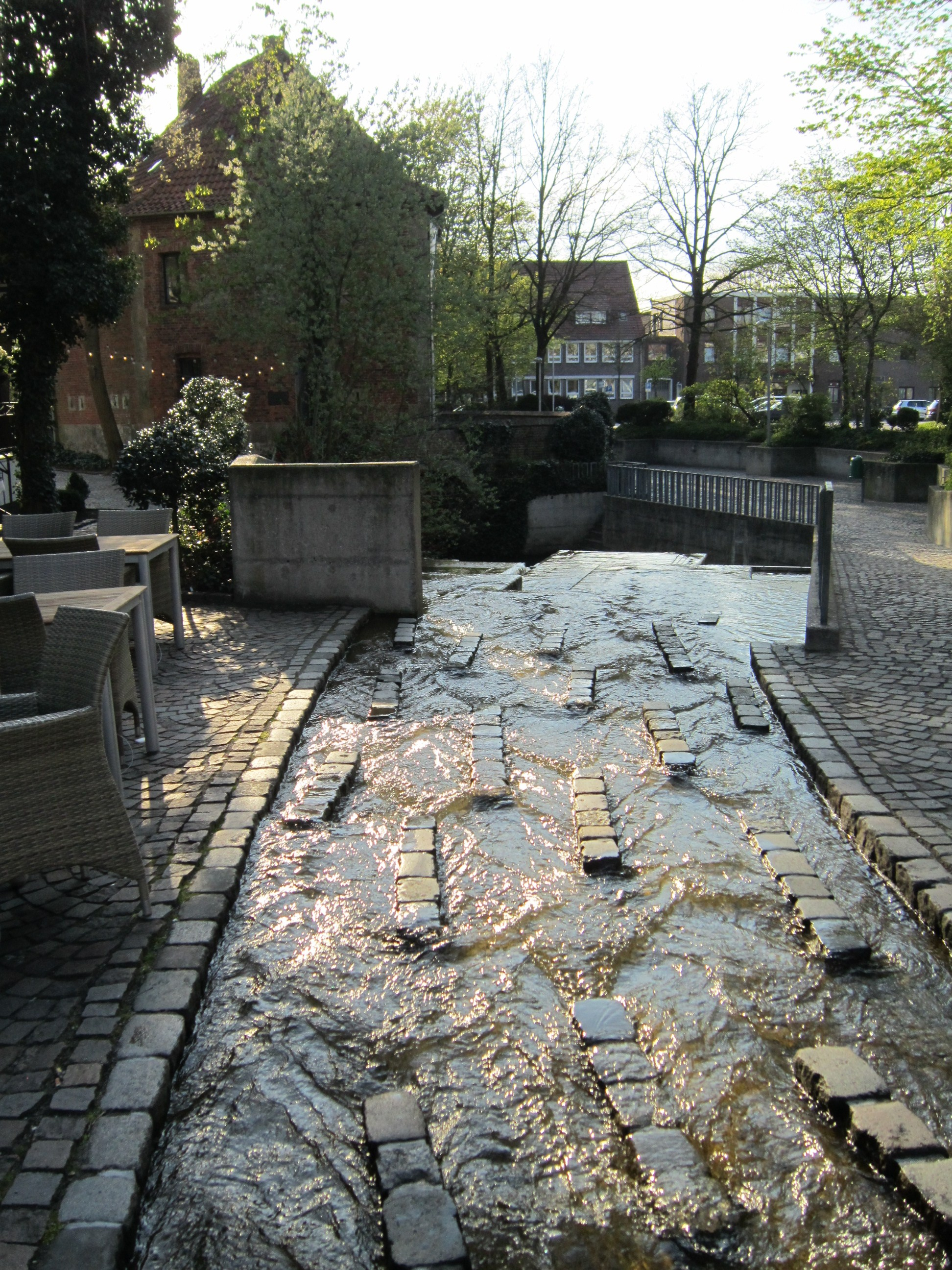
Fuente de la ciudad (parte posterior)
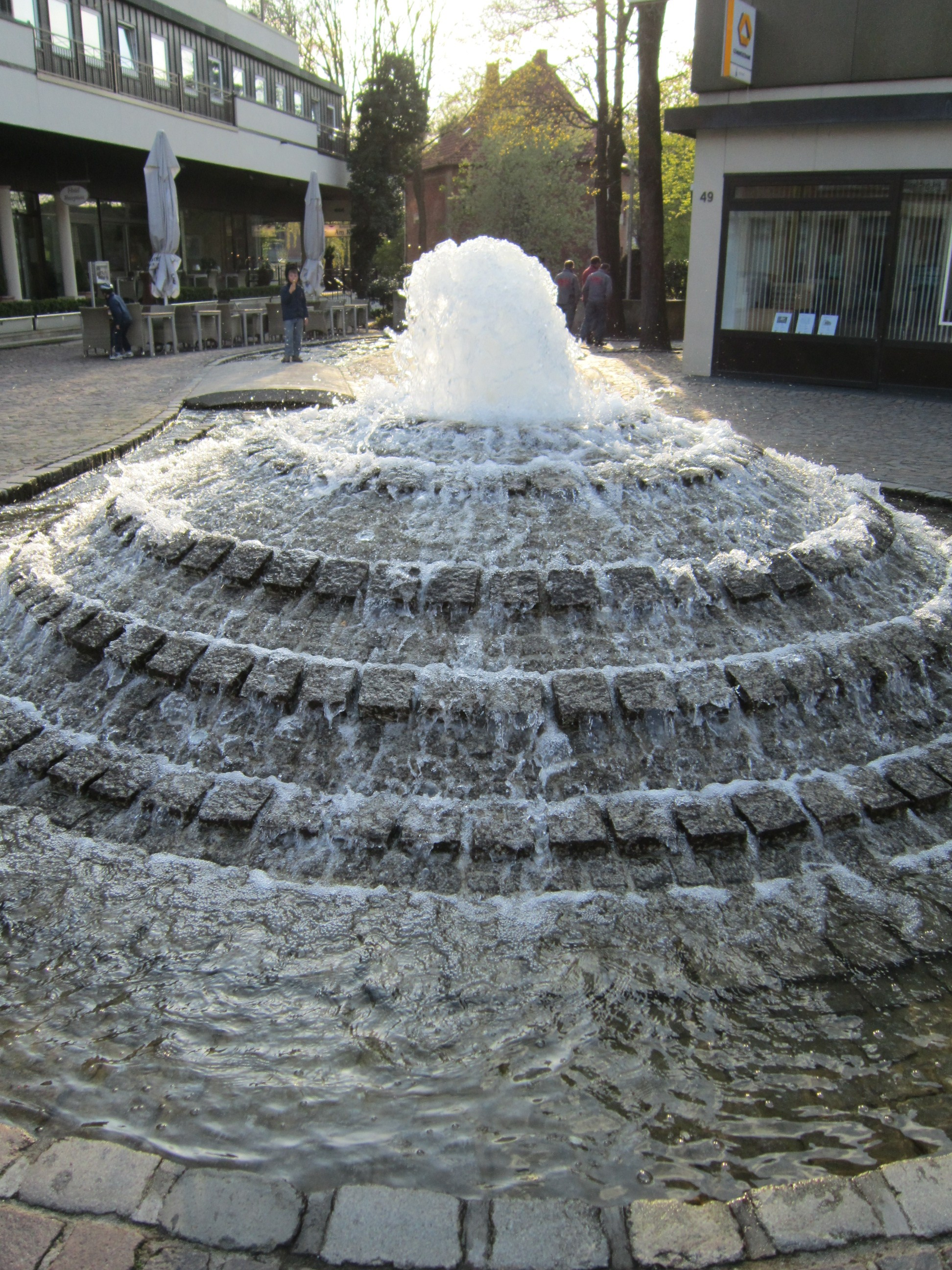
Fuente de la ciudad (parte delantera)
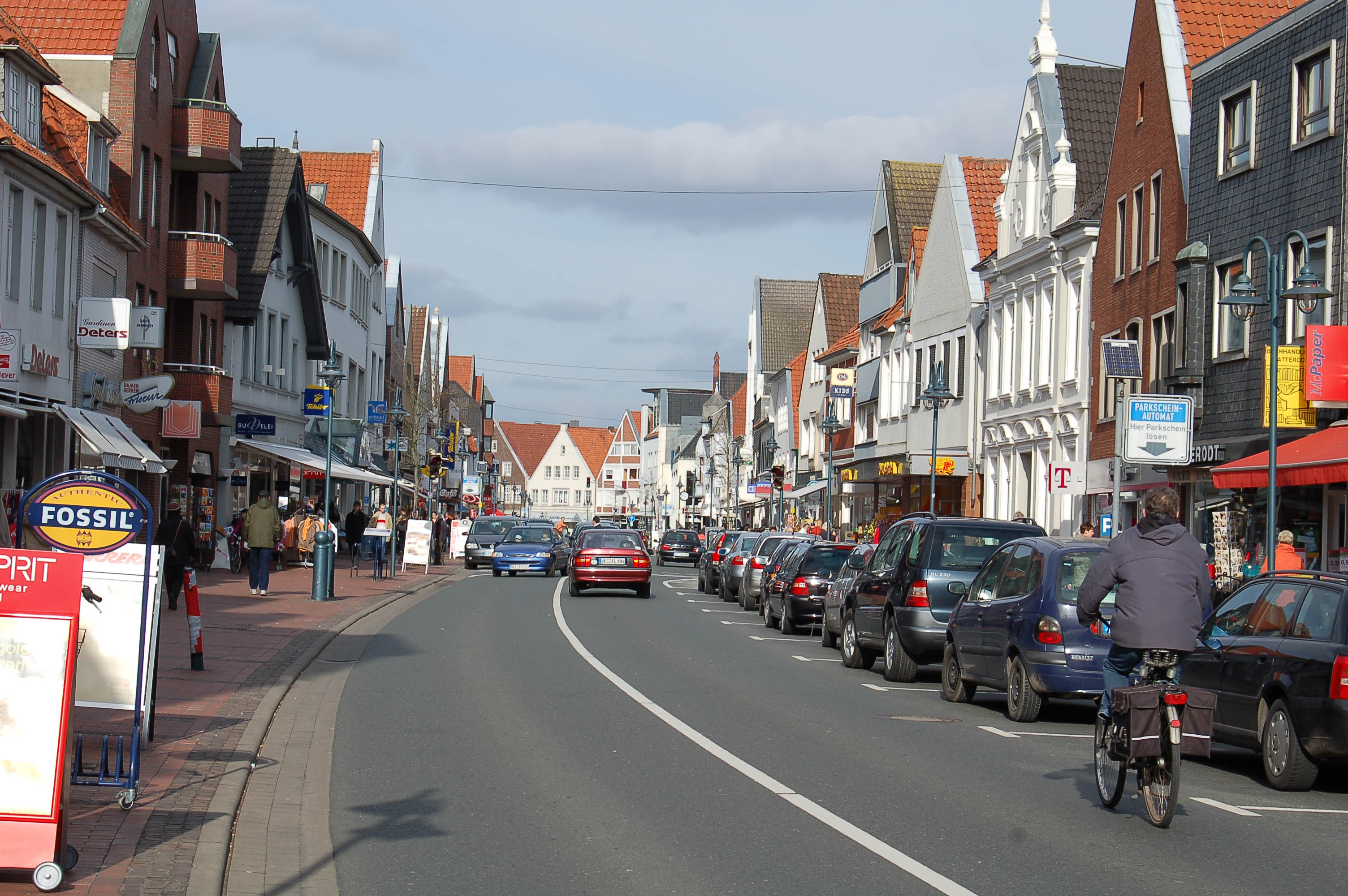
Gran calle del sur
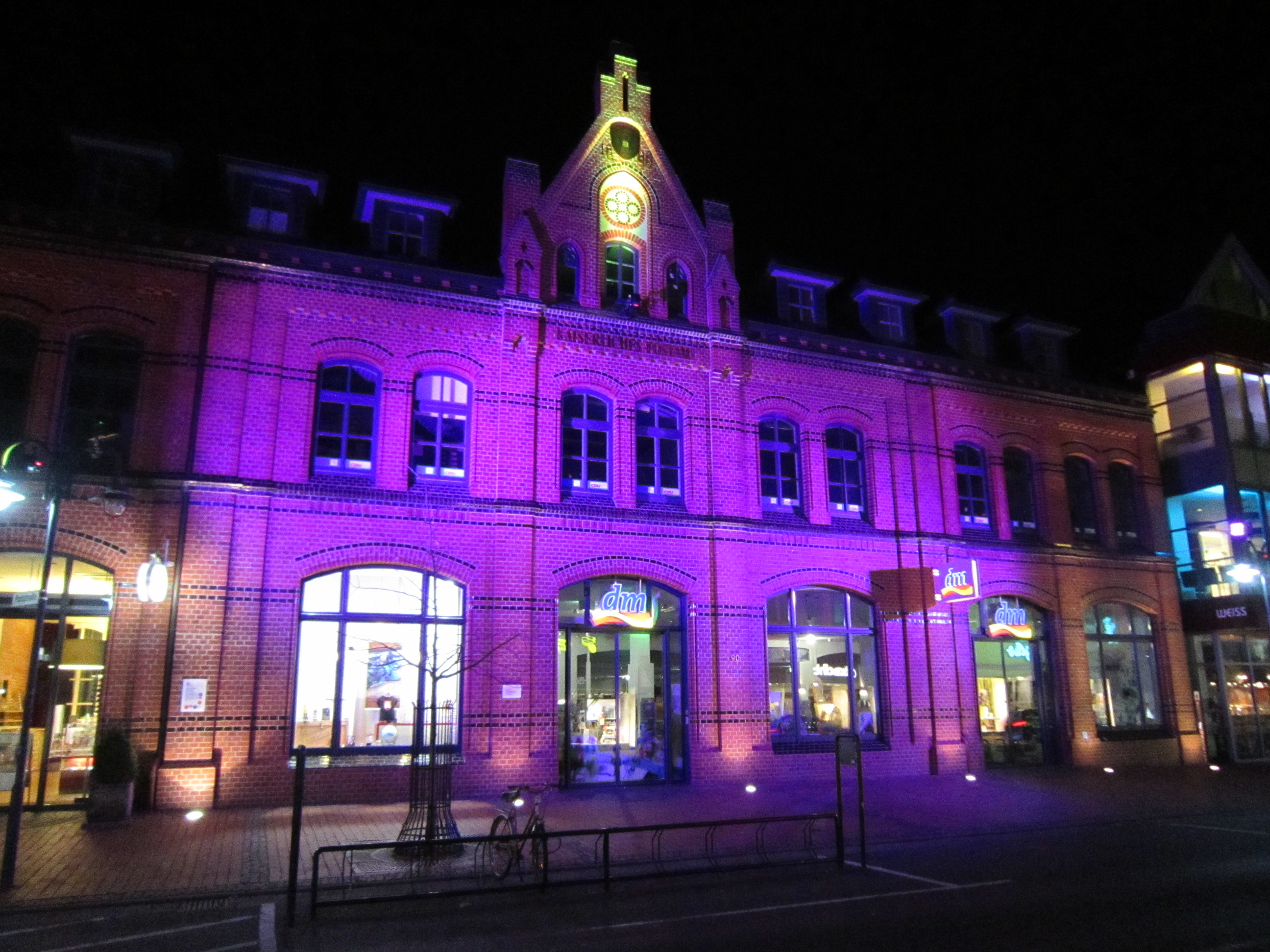
Antigua oficina de correos imperial en la gran calle